# Большеварыжское (сельское поселение)
Большеварыжское — упразднённое муниципальное образование со статусом сельского поселения в составе Балезинского района Удмуртии. Административный центр — деревня Большой Варыж.
Законом Удмуртской Республики от 17.05.2021 № 49-РЗ к 30 мая 2021 года упразднено в связи с преобразованием муниципального района в муниципальный округ.

## Население
| 2010 | 2012 | 2013 | 2014 | 2015 | 2016 |
| ---- | ---- | ---- | ---- | ---- | ---- |
| 314  | ↘291 | ↘267 | ↘262 | ↘249 | ↗252 |
| 2017 | 2018 | 2019 | 2020 | 2021 |      |
| ↘247 | ↘242 | ↗253 | ↘237 | ↘212 |      |

## Населённые пункты
В состав поселения входят такие населённые пункты:
| населённый пункт | Население, перепись (2010) |
| ---------------- | -------------------------- |
| Большой Варыж    | 249                        |
| Зятчашур         | 107                        |
| Новое Липово     | 16                         |

### Упразднённые населённые пункты
Бывшие населенные пункты: Каршур, Липово, У Речки Варыж.

## Социальная инфраструктура
В поселении действуют одна школа (начальная в деревне Большой Варыж), одно дошкольное учреждение (деревня Большой Варыж), одна библиотека, 4 клуба, два фельдшерско-акушерских пункта и выставочный центр. Основное предприятие — ОАО «Удмуртская птицефабрика».
Вблизи от бывшей деревни Каршур находится могильник «Каршурский» («Часовнядор») IX—XII веков, объект культурного наследия федерального значения (Указ Президента РФ от 20.02.95 № 176).